# Aoba (1927)
El Aoba (青葉?) fue el líder de la Clase Aoba de cruceros pesados de la Armada Imperial Japonesa. El nombre lo portaba en honor al volcán homónimo ubicado en Maizuru.

## Diseño
Tanto el Aoba como su gemelo Kinugasa estaban previstos originalmente como las tercera y cuarta unidades de la Clase Furutaka, pero cambios en el diseño de la misma fueron de suficiente importancia como para considerarlos una clase diferente. Estos cambios se centraban en el armamento, abandonando las seis torretas de un único cañón que serían reemplazadas por tres torretas dobles, y equipando una catapulta. Asimismo, se incrementó la altura de la chimenea y se corrigieron algunos problemas detectados en el puente de los Furutaka.
Desde 1938 el Aoba experimentó una profunda reconstrucción. En la base de Kure recibió nuevos tubos lanzatorpedos y artillería antiaérea. Su puente fue reconstruido y su casco ensanchado, volviendo al servicio activo en octubre de 1940.

## Historial
Su primera acción de combate en la Segunda Guerra Mundial fue la batalla de Guam, que concluyó con la invasión de esa isla, para posteriormente participar en el segundo ataque a la isla Wake. Tras la caída de Wake, el Aoba participó en los múltiples desembarcos japoneses en las Islas Salomón y Nueva Guinea.
Durante la batalla del Mar del Coral no recibió ningún daño, y en la de la isla de Savo tan sólo recibió un impacto, pero en la batalla de Cabo Esperanza recibió al menos 40 impactos de 152 y 203 mm, que arrasaron el puente, destruyeron la torreta número tres y deshabilitaron la número dos, así como cuatro calderas. El contraalmirante Aritomo Gotō falleció en este ataque, y tras regresar renqueante a Truk, el Aoba fue mandado a Japón para ser reparado.
El 3 de abril de 1943 recibió un impacto directo durante un ataque a baja altura de bombarderos B-17 empleando la técnica de bombardeo de rebote. Dos torpedos propios estallan en el Aoba, que es embarrancado para evitar su hundimiento. El 1 de agosto llega a Kure donde es nuevamente reparado, recuperando su torreta número 3 y siendo dotado de radar. Problemas irreparables en sus máquinas limitan su velocidad a tan sólo 25 nudos.
El 23 de octubre de 1944 fue alcanzado por un torpedo de la salva de seis lanzada por el submarino estadounidense USS Bream. Tras alcanzar Cavite y estar recibiendo reparaciones de emergencia, es bombardeado por aviones embarcados de la Task Force 38. Llegado a Kure el 12 de diciembre, es declarado irreparable y pasado a la reserva. Tras un nuevo ataque el 24 de abril de 1945, resultaría hundido definitivamente tres meses después en otro ataque aéreo, aunque en apenas siete metros de profundidad, con lo que la superestructura permanecía por encima del nivel de agua. Nuevos ataques el 28 de julio incendiaron los restos y arrancaron la popa. 